# 图埃尔托河畔卡尼利亚斯
图埃尔托河畔卡尼利亚斯，是西班牙拉里奥哈自治区的一个市镇。总面积4平方公里，总人口57人（2001年），人口密度14人/平方公里。